# Wiesiółka (stacja kolejowa)
Wiesiółka – nieistniejąca już stacja kolejowa w Czechyniu, w powiecie wałeckim, w województwie zachodniopomorskim.